# Commission Euler
La Commission Euler (nom officiel : Commission Euler de l'Académie suisse des sciences naturelles (SCNAT)) est un organisme qui s'est donné pour objectif de publier et d'éditer les écrits du mathématicien Leonhard Euler.

## Histoire
La commission provient d'une idée du mathématicien Ferdinand Rudio et a été fondée en juillet 1907. Elle précède donc de trois ans la Société mathématique suisse, qui a été fondée en 1910 dans le cadre du projet Euler. Le premier volume est paru en 1911 ; jusqu'en 2007, 72 volumes ont été publiés. Une association est fondée en 1913 pour apporter un soutien financier au projet : la Société Leonhard Euler. Le mathématicien et professeur d'université Hanspeter Kraft est président de la Commission Euler de 2003 à 2022.
Avec la publication du dernier volume imprimé le 28 octobre 2022, le travail de la Commission Euler est officiellement déclaré terminé lors d'une cérémonie solennelle. Dans une nouvelle phase, toutes les œuvres, lettres et carnets d'Euler et des frères Bernoulli seront présentés en libre accès sur une plateforme numérique. C'est l'organisation Bernoulli-Euler-Gesellschaft (de), qui existe déjà depuis 2014, qui doit remplir cette nouvelle mission.

## Edition
Pour donner un meilleur aperçu des œuvres complètes d'Euler, la commission a divisé les écrits en quatre parties. La série prima contient tous les travaux mathématiques d'Euler, la série secunda les contributions d'Euler à la mécanique et à l'astronomie, la série tertia les travaux physiques et autres, la série quarta A enfin la correspondance scientifique. En l'année  2007, 300e anniversaire d'Euler, les 30 volumes de la première et les douze volumes de la troisième série avaient tous été publiés. De la deuxième série, 30 volumes sur 32 avaient été publiés, du quatrième quatre volumes sur dix. Ce long processus de publication est dû en partie aux ressources financières limitées de la Commission et aux coûts de publication relativement élevés, et en partie au fait qu'Euler a écrit ses ouvrages en allemand, français, latin et russe.

## Activités complémentaires
Outre la publication des œuvres complètes d'Euler, la commission a soutenu et organisé les festivités et les activités scientifiques autour de l'année anniversaire 2007, au cours de laquelle le 300e anniversaire d'Euler a été célébré, principalement à Bâle. Le 20 avril 2007, l'année a été officiellement ouverte à la Martinskirche de Bâle avec des délégations internationales. Au semestre d'été 2007, une série de conférences interdisciplinaires a eu lieu à l'Université de Bâle sur la vie et l'œuvre d'Euler dans le contexte de son époque. En plus des expositions, des concerts et des concours, une conférence internationale s'est tenue dans les trois villes d'Euler, à savoir Bâle, Saint-Pétersbourg et Berlin, avec un accent sur l'analyse, la théorie des nombres et les mathématiques appliquées.

## Liens
- « Leonhard Euler, Opera Omnia », sur springer.com : collection de l'éditeur bâlois Birkhaüser (racheté par Springer)